# Амбар Алексеевой из деревни Хвощник
Амбар Алексеевой из деревни Хвощник — памятник архитектуры (русского деревянного зодчества). Расположен в Великом Новгороде, современный адрес дома — Витославлицы, строение 10.
Амбар стоит в Мстинском секторе музея, хотя деревня, из которой он взят, расположена в Боровичском районе, вне нужной территории. Однако хозяева амбаров Мстинского сектора не хотели их отдавать, а хозяйка этого амбара была готова с ним расстаться; кроме того, обследование области показало, что амбары не отличаются разнообразием типов.
На основании натурных исследований здание датируется концом XIX века. Это небольшой (5,2 × 4,3 × 2,8 — 4,5 м) сруб «в обло с остатком» из сосновых брёвен диаметром 15-25 см, с двускатной тёсовой крышей слеговой конструкции. Вход расположен с западной стороны, над ним сделан поддерживаемый выпусками брёвен навес крыши, вдоль этого фасада сделана ступень в три бревна. У здания нет окон и декора, полы и потолки пластинчатые, фундамент из валунов. За время существования здание не перестраивалось, оно было обследовано и перевезено в 1977 году и отреставрировано под руководством Л. Е. Красноречьева в 1978 году.
Здание просматривается из окна избы Екимовой — чтобы хозяин дома мог наблюдать за сохранностью своего имущества.